# Coup de pied en bâton
Le coup de pied en bâton (en langue anglaise: stick kick) appartient à la catégorie des coups de pied donnés la jambe tendue c’est-à-dire autour de l’articulation de la hanche. Le bassin peut être de face ou de profil à l’impact.

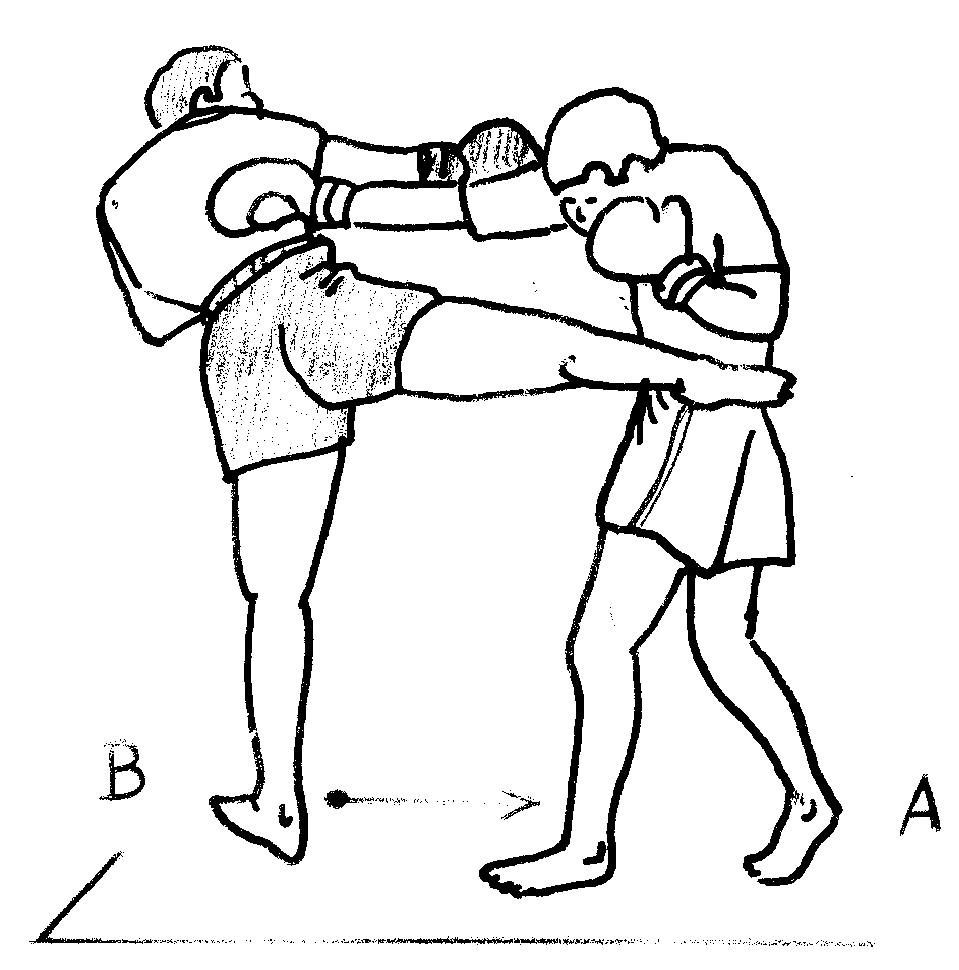
Attaque en coup de pied semi-circulaire au corps
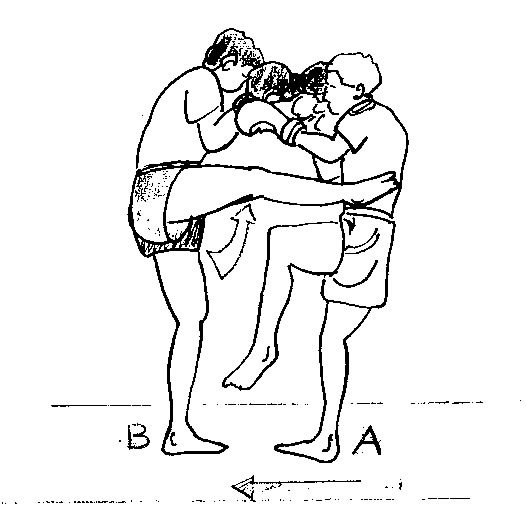
Attaque en coup de pied en croissant (crescent kick) extérieur-intérieur au corps (à distance moyenne)
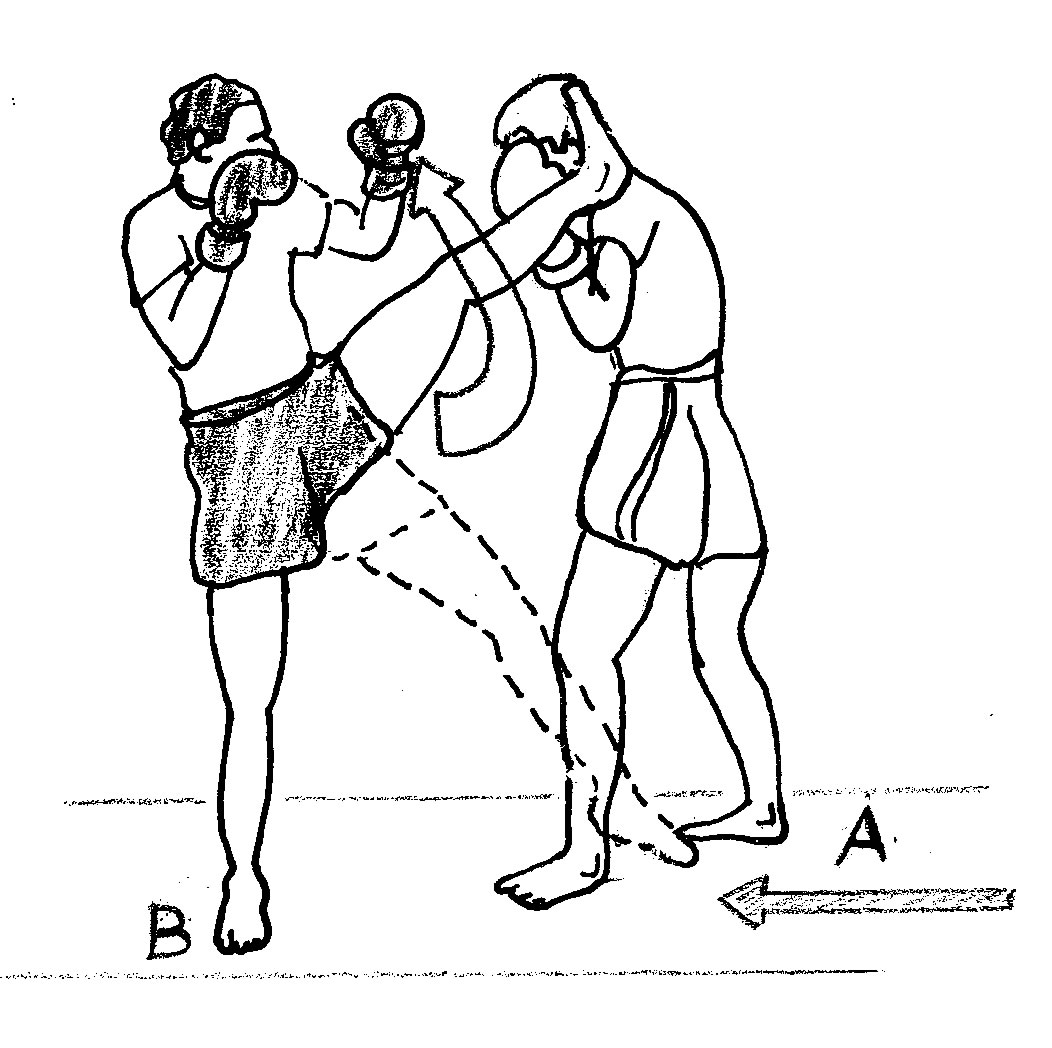
Attaque en coup de pied en croissant (crescent kick) intérieur-extérieur à la face

Dans ce type très particulier, on trouve de nombreuses techniques de jambe que utilisent la méthode dite « jambe tendue » ou « balancée » :
- Le coup de pied semi-circulaire (semicircular kick)
- Le coup de pied circulaire (roundhouse kick)
- Le coup de pied crocheté (hook kick)
- Le coup de pied en croissant (crescent kick)
- Le coup de pied retombant (hammer kick)
- Le coup de pied de balayage  à la cuillère
- Le coup de pied de balayage  à la louche
- Et les coups de pied de balayages « tournants » et « retournés » de type spinning hook kick et roundhouse kick.

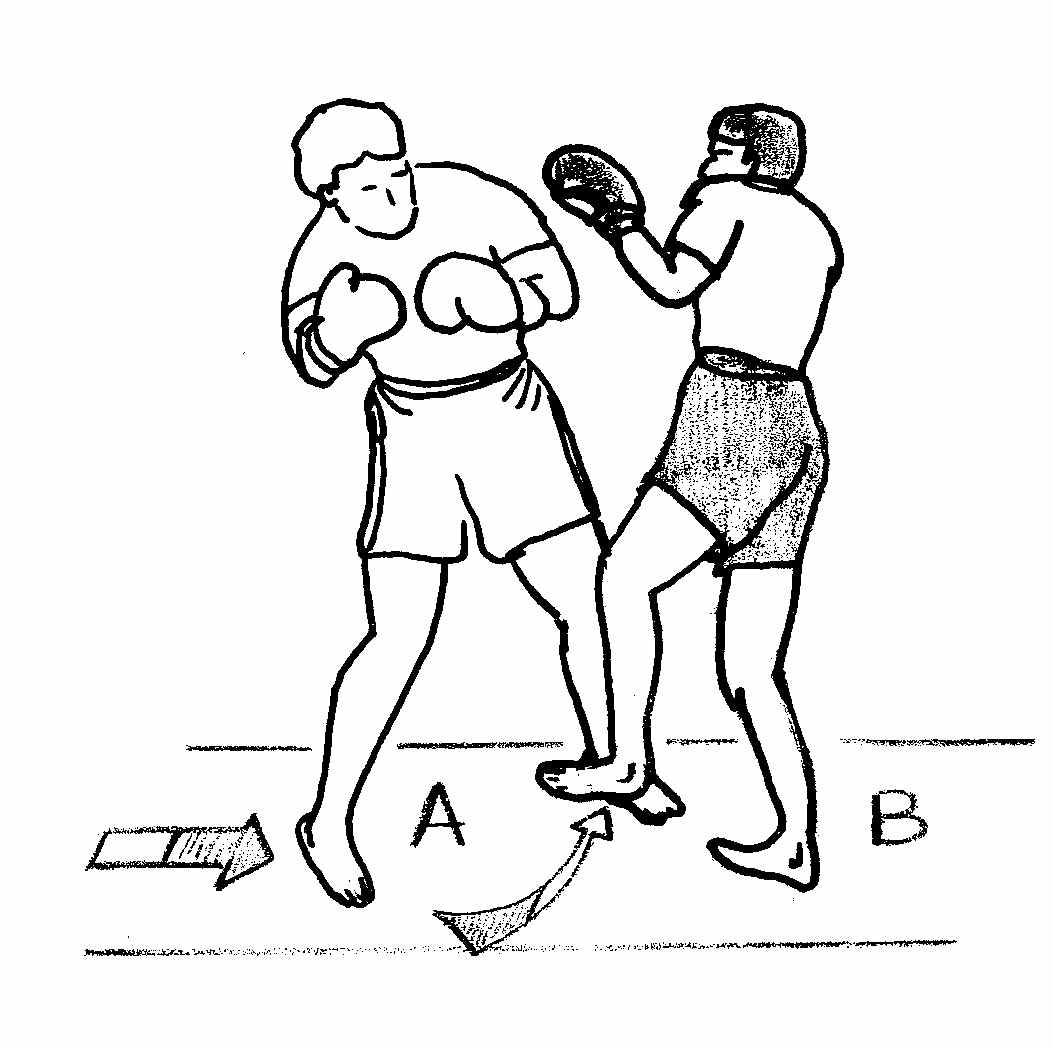
Balayage de type cuillère à l’intérieur du pied de l'adversaire
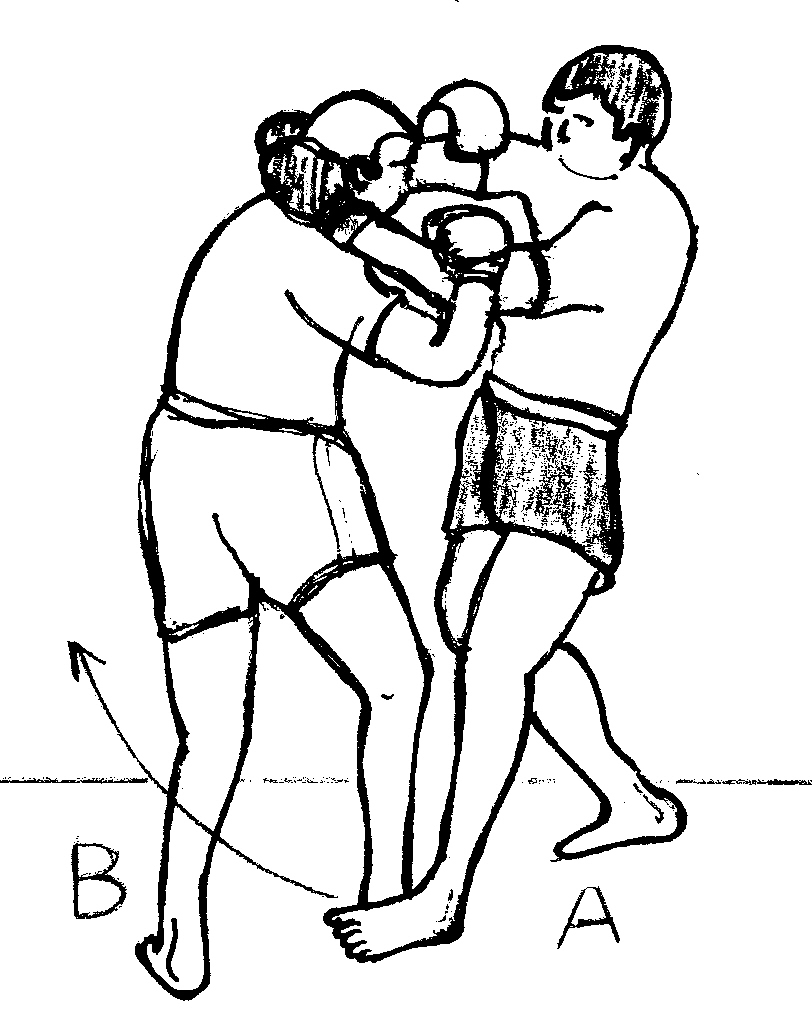
Balayage de type cuillère à l’extérieur du pied de l'adversaire
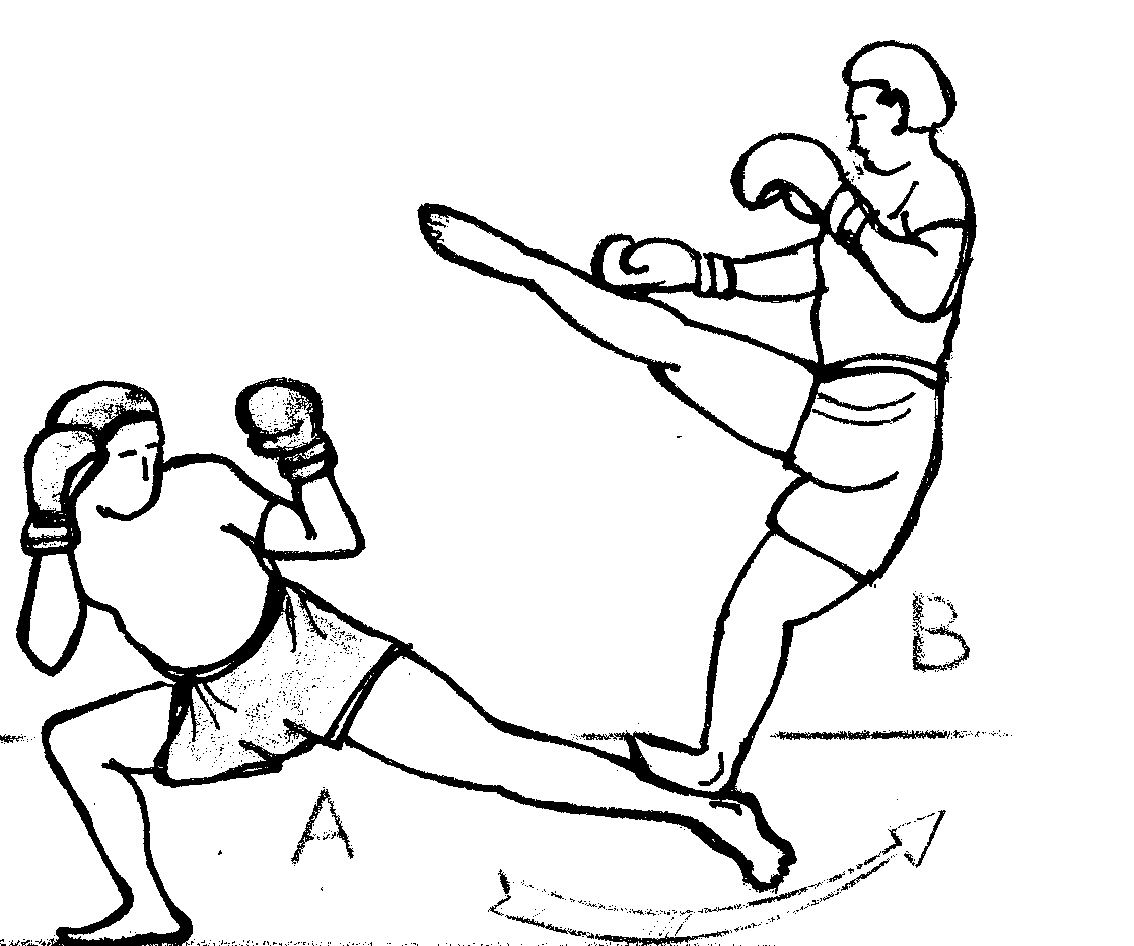
Balayage de type coup de pied crocheté retourné (spinning hook kick)

## Sources
- Alain Delmas, 1. Lexique de la boxe et des autres boxes (Document fédéral de formation d’entraîneur), Aix-en-Provence, 1981-2005 – 2. Lexique de combatique (Document fédéral de formation d’entraîneur), Toulouse, 1975-1980
- Gabrielle et Roland Habersetzer, Encyclopédie des arts martiaux de l’extrême orient, Editions Amphora, 2000